# Rafle des années 60
Au Canada, la rafle des années 60 (connue en anglais sous le terme Sixties Scoop) est une politique gouvernementale responsable de l'enlèvement de milliers d'enfants autochtones de leur famille pour les faire adopter par des familles blanches ailleurs au Canada et, à un moindre degré, aux États-Unis et en Europe entre 1960 et 1980,. Plus de 20 000 enfants auraient été touchés,. Le gouvernement du Manitoba est le premier de toutes les provinces canadiennes à avoir présenté des excuses officielles aux victimes autochtones en juin 2015 et la Saskatchewan l'a suivi.
Au début octobre 2017, le gouvernement du Canada annonce vouloir dédommager les victimes de la rafle et prévoit donc verser environ 800 millions de dollars. « Des milliers d'Autochtones victimes de la « rafle des années 1960 » pourraient recevoir de 25 000 $ à 50 000 $ d'indemnisation. »

## Contexte
La toile de fond est l’impact historique des pensionnats sur les familles autochtones, qui a conduit à l’émergence de la rafle des années 60 – une période allant de la fin des années 1950 au début des années 1980, au cours de laquelle les enfants autochtones ont été systématiquement retirés de leur famille et placés dans des milieux non autochtones.
Le lancement de la rafle des années 60 s’aligne sur les conséquences de l’initiative des pensionnats, qui a eu des conséquences négatives sur les conditions sociales, économiques et de vie des familles autochtones. En vigueur jusqu'en 1996, le système des pensionnats était un projet du gouvernement fédéral canadien administré par diverses églises. Son objectif était d'assimiler les enfants autochtones aux valeurs euro-canadiennes et chrétiennes, en leur interdisant de pratiquer leur culture, leur langue ou d'entretenir des liens avec leur famille.
Les survivants des pensionnats ont partagé des récits de violence physique, spirituelle, sexuelle et psychologique, laissant des cicatrices culturelles durables dans les communautés des Premières Nations, métisses et inuites.
La rafle des années 60, une facette de la protection de l'enfance au Canada, s'est déroulée lorsque des enfants autochtones ont été retirés de force de leur famille et placés dans des environnements non autochtones, notamment des foyers d'accueil, des familles adoptives, des institutions et des pensionnats. Cette période a été exacerbée par l'introduction de services de protection de l'enfance dans les réserves, où les enfants autochtones recevaient un traitement inégal par rapport aux enfants non autochtones dans le cadre des services sociaux provinciaux.
Les politiques menées pendant la rafle des années 1960 impliquaient la séparation forcée des enfants de leurs communautés, souvent sans le consentement de la famille ou de la tribu. Les frères et sœurs ont été intentionnellement envoyés dans différentes régions pour rompre la communication. Ces enfants n’ont pas eu connaissance de leur véritable héritage, de leur nationalité ou de leur famille. Le gouvernement n'a garanti aucun lien entre les enfants et leurs familles biologiques, les empêchant d'accéder à leurs actes de naissance et de confirmer leur identité culturelle.
L’augmentation des arrestations au cours de cette période a été influencée par la fermeture des pensionnats obligatoires, les autorités pensant que les enfants autochtones recevraient une meilleure éducation dans le système scolaire public. Par conséquent, le nombre d’enfants autochtones pris en charge par la province a augmenté considérablement.
Les communautés des Premières Nations ont résisté en recourant à des voies juridiques, telles que des poursuites judiciaires, et ont établi leurs propres politiques. Les efforts visant à reprendre le contrôle des pratiques de protection de l'enfance ont commencé en 1973, comme en témoigne l'accord sur la protection de l'enfance des Pieds-Noirs (Siksika) en Alberta. Environ 125 agences de services à l'enfance et à la famille des Premières Nations fonctionnent désormais au Canada, fonctionnant en vertu de diverses ententes qui leur accordent l'autorité des gouvernements provinciaux et un financement du gouvernement fédéral.

## Programmes provinciaux
Chaque province avait des programmes d'accueil et des politiques d'adoption différents. La Saskatchewan disposait du seul programme d’adoption transraciale autochtone ciblé, le programme Adopt Indian Métis (AIM). Le terme «rafle des années 60»（Sixties Scoop） lui-même a été inventé au début des années 1980 par des travailleurs sociaux du ministère de la Protection sociale de la Colombie-Britannique pour décrire la pratique de leur propre ministère en matière d'appréhension d'enfants. L'expression apparaît pour la première fois sous forme imprimée dans un rapport commandé en 1983 par le Conseil canadien de développement social, intitulé «Les enfants autochtones et le système de protection de l'enfance», dans lequel le chercheur Patrick Johnston a noté la source du terme et a adopté son utilisation. Le terme « Baby Scoop Era », qui fait référence à la période allant de la fin des années 1950 aux années 1980 au cours de laquelle un grand nombre d'enfants ont été retirés à des mères célibataires pour être adoptés.
Les politiques gouvernementales qui ont conduit à la rafle des années 1960 ont été abandonnées au milieu des années 1980, après que les chefs de l'Ontario eurent adopté des résolutions contre elles et qu'une enquête judiciaire du Manitoba les eut sévèrement condamnées. Le juge en chef adjoint Edwin C. Kimelman a dirigé l'enquête du Manitoba, qui a abouti à la publication de «No quiet place / Review Committee on Indian and Metis Adoptions and Placements», mieux connu sous le nom de «Rapport Kimelman».
De multiples actions en justice ont depuis été intentées au Canada par d'anciens pupilles de la rafle des années 60, y compris une série de recours collectifs lancés dans cinq provinces, comme celui intenté en Colombie-Britannique en 2011. La chef de la Première nation de Beaverhouse, Marcia Brown Martel, était la principale plaignante dans le recours collectif intenté en Ontario en 2009. Le 14 février 2017, le juge Edward Belobaba de la Cour supérieure de l'Ontario a statué que le gouvernement était responsable du préjudice causé par la rafle des années 60.

## Impact socioculturel
La Commission de vérité et réconciliation du Canada visait à documenter les expériences des enfants autochtones dans les pensionnats. Selon le rapport final de la CVR de 2015, l'impact de la rafle des années 1960 était évident dans tout le pays à la fin des années 1970.
Les effets à long terme de la rafle des années 60 sur les adultes adoptés sont profonds, allant d'une perte d'identité culturelle et d'estime de soi à des sentiments de honte, de solitude et de confusion. Étant donné que les actes de naissance ne peuvent pas être consultés sans le consentement de l’enfant et des parents, de nombreux adoptés ne découvrent leurs véritables origines que plus tard dans la vie, ce qui les laisse frustrés et angoissés. Certains enfants sont placés dans des familles où ils bénéficient de l’amour et du soutien de ceux qui sont présents, mais qui sont incapables de leur offrir l’éducation et les expériences culturellement spécifiques qui sont essentielles au développement d’une identité autochtone saine. Certains adoptés déclarent également avoir été victimes de violences sexuelles, physiques et autres. Ces expériences et les sentiments qu'elles engendrent posent des défis à long terme pour la santé et la capacité de l'adopté à être autonome. En conséquence, des recours collectifs ont été intentés par les gouvernements provinciaux de l'Ontario, de l'Alberta, de la Saskatchewan et du Manitoba à partir du début des années 1990, et ils sont toujours en cours.

## Aujourd'hui
Les enfants autochtones sont encore aujourd’hui surreprésentés dans le système de protection de l’enfance. En Ontario, les enfants autochtones représentent environ 30 % des enfants placés en famille d'accueil, bien qu'ils ne représentent que 4.1 % de la population de moins de 15 ans. Selon un rapport de mai 2008 du vérificateur général du Canada, les enfants autochtones sont encore largement surreprésentés dans les familles d'accueil, avec 51 % de tous les enfants pris en charge en Colombie-Britannique, Canada, étant autochtones. De plus, selon le rapport, les enfants autochtones de la Colombie-Britannique sont six fois plus susceptibles d’être pris en charge qu’un enfant non autochtone. Au Manitoba, entre 1971 et 1981, environ 3400 enfants autochtones ont été adoptés, dont jusqu'à 80 % dans des foyers non autochtones.
Certains spécialistes parlent de la « rafle du millénaire » pour décrire le comportement discriminatoire des autorités canadiennes entre 1991 et 2017, période pendant laquelle les travailleurs sociaux de l'État ont placé en foyer d'accueil un grand nombre d'enfants et les ont separés de leurs familles à la première occasion raisonnable. Les cabinets d'avocats Sotos Class Actions, Kugler Kandestin et Miller Titerle ont annoncé un règlement de 20 milliards de dollars avec le gouvernement canadien dans une action collective en lien avec ce dossier, appelé l'affaire Xavier Moushoom. La théorie de la poursuite était que « les enfants autochtones ont subi de la discrimination en n'ayant pas reçu de façon opportune des services ou des produits publics essentiels en raison du non-respect par le gouvernement fédéral du principe connu comme le « principe de Jordan ». Ces enfants ont subi des refus, retards ou écarts dans l'obtention des services ou produits publics essentiels du 1 avril 1991 au 2 novembre 2017 ». Malgré l’annonce d’un règlement de 20 milliards en 2022, en 2024, des sources d’informations font état d’une transaction de 40 milliards de dollars.

## Incidences en droit québécois
La Loi sur la protection de la jeunesse n'a été adoptée qu'en 1977 et la Direction de la protection de la jeunesse n'est pas directement concernée par la majorité des cas de rafle des années 1960. Toutefois, Radio-Canada fait état d'adoptions problématiques d'enfants autochtones provenant d'autres provinces canadiennes au cours des années 1970. À l'époque actuelle, la DPJ doit pourtant intervenir régulièrement auprès de familles autochtones . Le législateur québécois a par conséquent adopté des mesures législatives pour éviter qu'une situation similaire à la rafle des années 60 ne se reproduise.
Dans le Code civil du Québec, le législateur a reconnu l'adoption coutumière autochtone dans les sections sur la modification du registre de l'état civil  et l'adoption. Ce sont des personnes désignées par la communauté autochtone qui sont compétentes en matière de délivrance  de certificat d'adoption coutumière autochtone.
L'article premier de la Loi sur la protection de la jeunesse  dispose que « chaque fois qu’il est prévu qu’un enfant peut être confié à une famille d’accueil, l’enfant, s’il est autochtone, peut également être confié à une ou des personnes dont les activités sont sous la responsabilité d’une communauté autochtone ou d’un regroupement de communautés avec qui un établissement qui exploite un centre de protection de l’enfance et de la jeunesse a conclu une entente ». Cela vise à éviter que l'adoption d'enfants autochtones ne devienne une cause d'assimilation culturelle et une perte sociale pour les peuples autochtones en tant que sociétés humaines. L'art. 2.4 de la loi réaffirme que les personnes chargées de prendre des décisions dans l'intérêt de l'enfant doivent tenir compte des caractéristiques des communautés autochtones, notamment la tutelle et l’adoption coutumières autochtones . L'art. 3 LPJ mentionne le besoin de préserver l'identité culturelle de l'enfant autochtone. L'art. 4 al. 4 LPJ  énonce que lorsqu'un enfant autochtone est placé dans un milieu de vie substitut, ce milieu de vie substitut doit être en mesure de préserver son identité culturelle.

## Filmographie
- Le documentaire Birth of a family (en) (naissance d'une famille), tourné en 2017, montre la rencontre de trois sœurs et un frère enlevés enfants à leur famille et qui se retrouvent plusieurs dizaines d'années plus tard[33].
- La série télévisée Little Bird (2023), basée sur des faits réels, raconte l'histoire d'une jeune autochtone enlevée à sa famille qui recherche ses frères et sœur.